# Peucetia ananthakrishnani
Peucetia ananthakrishnani är en spindelart som beskrevs av Murugesan et al. 2006. Peucetia ananthakrishnani ingår i släktet Peucetia och familjen lospindlar. Inga underarter finns listade i Catalogue of Life.